# John Deighton
Pour les articles homonymes, voir Deighton.
John Deighton, né en novembre 1830 à Kingston-upon-Hull et mort le 29 mai 1875 dans la baie Burrard, mieux connu sous le surnom de Gassy Jack en raison de sa loquacité, est un marin et aubergiste canadien. Le quartier de Gastown à Vancouver, en Colombie-Britannique, est nommé d'après lui.

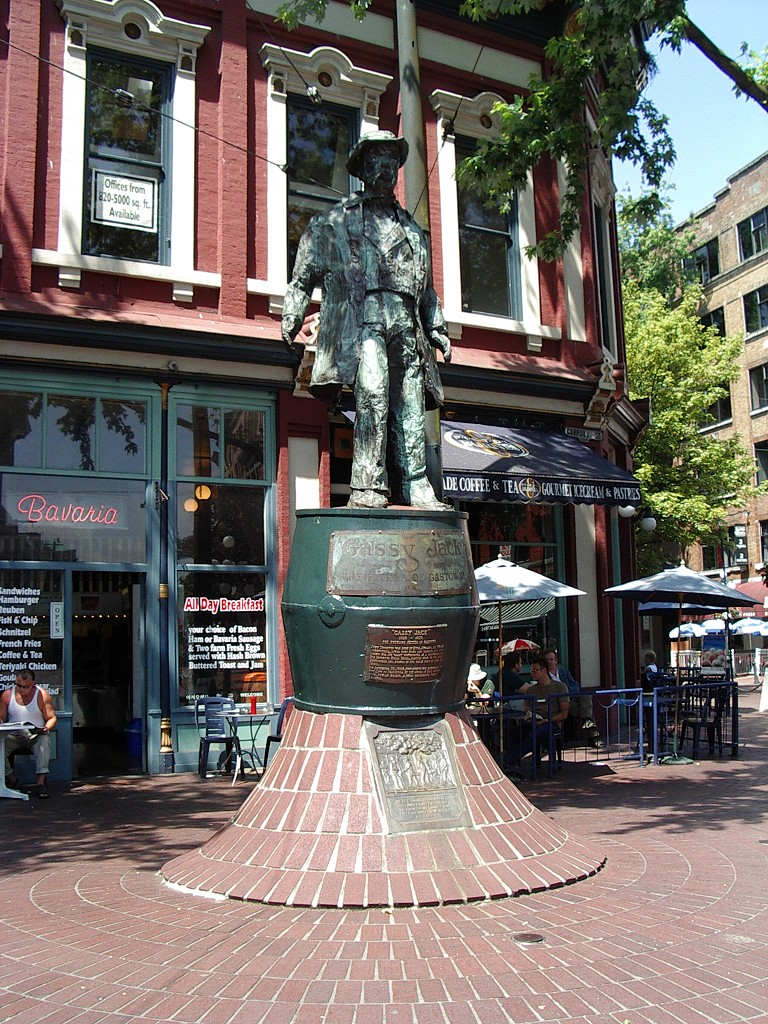
Statue de Gassy Jack à Gastown.